# Одноробівська сільська рада
Одноро́бівська сільська́ ра́да — адміністративно-територіальна одиниця та орган місцевого самоврядування в Золочівському районі Харківської області. Адміністративний центр — село Одноробівка.

## Загальні відомості
- Одноробівська сільська рада утворена в 1926 році.
- Територія ради: 51,09 км²
- Населення ради: 1 896 осіб (станом на 2001 рік)

## Населені пункти
Сільській раді підпорядковані населені пункти:
- с. Одноробівка
- с. Борохи
- с. Гресі
- с. Ковалі
- с. Мартинівка
- с-ще Муравське
- с. Петрівка
- с. Постольне
- с-ще Сніги
- с. Стогнії
- с. Цилюрики

## Склад ради
Рада складається з 17 депутатів та голови.
- Голова ради: Гой Людмила Миколаївна
- Секретар ради: Адаменко Наталія Іванівна

### Керівний склад попередніх скликань
| Прізвище, ім'я, по батькові | Основні відомості                                                         | Дата обрання | Дата звільнення |
| --------------------------- | ------------------------------------------------------------------------- | ------------ | --------------- |
| Чорний Сергій Леонідович    | Сільський голова, 1953 року народження                                    | 26.03.2006   | 31.10.2010      |
| Гой Людмила Миколаївна      | Сільський голова, 1959 року народження, освіта вища, член Народної партії | 31.10.2010   |                 |

Примітка: таблиця складена за даними сайту Верховної Ради України

### Депутати
За результатами місцевих виборів 2010 року депутатами ради стали:

#### За суб'єктами висування
| Суб'єкт висування                                       | Кількість обраних депутатів | %    |
| ------------------------------------------------------- | --------------------------- | ---- |
| Самовисування                                           | 7                           | 41,2 |
| Народна партія                                          | 3                           | 17,6 |
| Партія регіонів                                         | 3                           | 17,6 |
| Політична партія Всеукраїнське об'єднання «Батьківщина» | 2                           | 11,8 |
| Комуністична партія України                             | 1                           | 5,9  |
| Соціалістична партія України                            | 1                           | 5,9  |

#### За округами
| № округу                                                | Прізвище, ім'я, по батькові    | Дата визнання обраним | Освіта  | Партійна приналежність                        | Відомості про обраного депутата                                         |
| ------------------------------------------------------- | ------------------------------ | --------------------- | ------- | --------------------------------------------- | ----------------------------------------------------------------------- |
| Комуністична партія України                             |                                |                       |         |                                               |                                                                         |
| 2                                                       | Бобрицький Іван Миколайович    | 01.11.2010            | вища    | член Комуністичної партії України             | пенсіонер                                                               |
| Народна Партія                                          |                                |                       |         |                                               |                                                                         |
| 5                                                       | Ковшик Людмила Анатоліївна     | 01.11.2010            | середня | член Народної партії                          | Амбулаторія сімейного лікаря с. Одноробівка, медична сестра             |
| 15                                                      | Гнатченко Олексій Борисович    | 01.11.2010            | середня | член Народної партії                          | ПДПЧ −32, пожежник                                                      |
| 16                                                      | Коваль Наталія Степанівна      | 01.11.2010            | вища    | член Народної партії                          | Головне управління статистики, спеціаліст економіст                     |
| Партія регіонів                                         |                                |                       |         |                                               |                                                                         |
| 1                                                       | Щоткін Сергій Васильович       | 01.11.2010            | середня | член Партії регіонів                          | тимчасово не працює                                                     |
| 8                                                       | Дмитерчук Василь Дмитрович     | 01.11.2010            | вища    | член Партії регіонів                          | фермерське господарство «Альфа», головний Інженер                       |
| 10                                                      | Халенко Віталій Олександрович  | 01.11.2010            | вища    | член Партії регіонів                          | Одноробівський професійний аграрний ліцей, майстер виробничого навчання |
| Політична партія Всеукраїнське об'єднання «Батьківщина» |                                |                       |         |                                               |                                                                         |
| 12                                                      | Стогній Лариса Володимирівна   | 01.11.2010            | вища    | позапартійна                                  | Одноробівська загальноосвітня школа, вчитель                            |
| 13                                                      | Обідник Олександр Петрович     | 01.11.2010            | середня | член Всеукраїнського об'єднання «Батьківщина» | ТОВ «Євротехпласт», охоронець                                           |
| Соціалістична партія України                            |                                |                       |         |                                               |                                                                         |
| 11                                                      | Кузьмін Юрій Миколайович       | 01.11.2010            | вища    | член Соціалістичної партії України            | ФГ «Альфа», заступник голови                                            |
| Самовисування                                           |                                |                       |         |                                               |                                                                         |
| 3                                                       | Гіневська Лариса Миколаївна    | 01.11.2010            | вища    | позапартійна                                  | пенсіонер                                                               |
| 4                                                       | Веретільник Володимир Іванович | 01.11.2010            | середня | позапартійний                                 | Одноробівський професійно аграрний ліцей, технік                        |
| 6                                                       | Гук Світлана Миколаївна        | 01.11.2010            | середня | позапартійна                                  | Одноробівська сільська рада, спеціаліст                                 |
| 7                                                       | Адаменко Наталія Іванівна      | 01.11.2010            | вища    | позапартійна                                  | Одноробівська сільська рада, секретар                                   |
| 9                                                       | Ярова Наталія Борисівна        | 01.11.2010            | середня | позапартійна                                  | Амбулаторія сімейного лікаря с. Одноробівка, акушерка                   |
| 14                                                      | Обідник Сергій Петрович        | 01.11.2010            | середня | позапартійний                                 | ТОВ «Петрівське», охоронець                                             |
| 17                                                      | Требухіна Єва Єгорівна         | 01.11.2010            | середня | позапартійна                                  | пенсіонер                                                               |